# 中原省
中原省（ちゅうげん-しょう）は汪兆銘政権に存在した省。

## 沿革
1944年（民国33年）、一号作戦発動後、鄭県に豫陝鄂皖辺区が設置された。1945年（民国34年）3月29日、日本軍により占領された鄭県の41県に対し、豫陝鄂皖辺区が中原省に改編され、省会が鄭県に設置された。